# Orde van de Ster van de Socialistische Republiek Roemenië

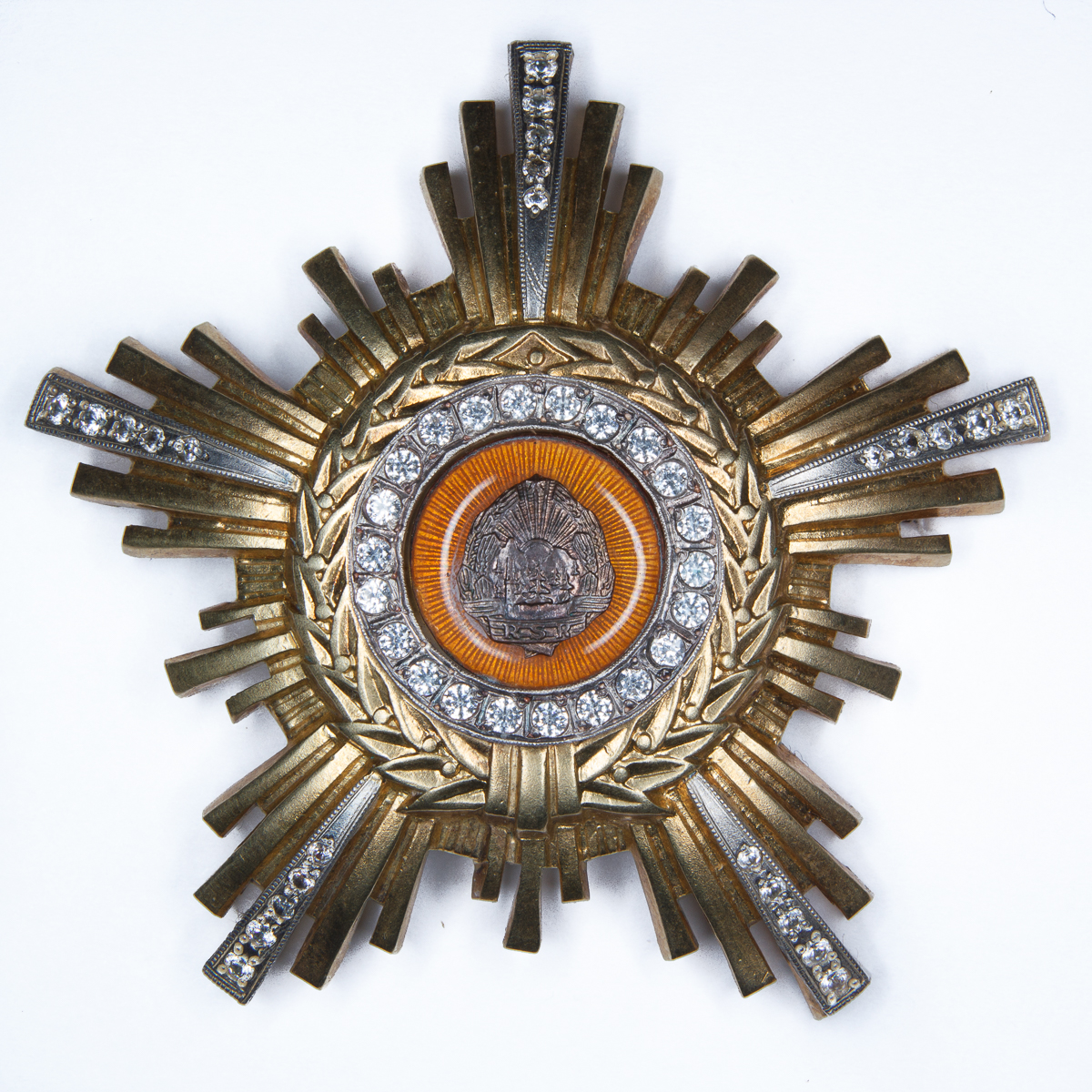
Orde van de Ster van de Socialistische Republiek Roemenië

De Orde van de Ster van de Socialistische Republiek Roemenië (Roemeens: "Ordinul Steaua Republicii Socialistee Romîne") was een orde van verdienste van het communistische Roemenië. De orde had vijf graden en alle dragers, de socialistische orde kende geen ridders, droegen allen een ster op de borst.
Roemenië kende al als vorstendom en koninkrijk een Orde van de Ster van Roemenië. De communisten stelden op hun beurt een Orde van de Ster van de Volksrepubliek Roemenië (Roemeens: "Ordinul Steaua Republicii Socialistee Romîne") in. In 1966 werd dit na Nicolae Ceausescu's machtsovername en de daaropvolgende staatshervorming de Orde van de Ster van de Socialistische Republiek Roemenië. Na de val van Ceausescu in 1990 stelde de staat weer een Orde van de Ster in.